# Comore ai Giochi della XXXII Olimpiade
Le Comore hanno partecipato ai Giochi della XXXII Olimpiade, che si sono svolte a Tokyo, Giappone, dal 23 luglio all'8 agosto 2021. Inizialmente erano previsti dal 24 luglio al 9 agosto 2020 ma sono stati posticipati per la pandemia di COVID-19.. La delegazione è stata composta da tre atleti, due uomini e una donna, che sono andati in competizione in due discipline.

## Delegazione
| Sport            | Uomini | Donne | Totale |
| ---------------- | ------ | ----- | ------ |
| Atletica leggera | 1      | 1     | 2      |
| Judo             | 1      | -     | 1      |
| Totale           | 2      | 1     | 3      |

## Risultati

### Atletica leggera
| Q | Qualificato al turno successivo per la posizione in qualificazione                                                           |
| q | Qualificato per il turno successivo per ripescaggio o, negli eventi su campo, conquistando la misura minima per qualificarsi |

Maschile
Eventi su pista e strada
| Atleta        | Evento         | Batteria  | Batteria  | Semifinale      | Semifinale      | Finale          | Finale          |
| Atleta        | Evento         | Risultato | Posizione | Risultato       | Posizione       | Risultato       | Posizione       |
| ------------- | -------------- | --------- | --------- | --------------- | --------------- | --------------- | --------------- |
| Fadane Hamadi | 110 m ostacoli | 14"99     | 8º        | non qualificato | non qualificato | non qualificato | non qualificato |

Femminile
Eventi su pista e strada
| Atleta    | Evento | Preliminari | Preliminari | Batteria        | Batteria        | Semifinale      | Semifinale      | Finale          | Finale          |
| Atleta    | Evento | Risultato   | Posizione   | Risultato       | Posizione       | Risultato       | Posizione       | Risultato       | Posizione       |
| --------- | ------ | ----------- | ----------- | --------------- | --------------- | --------------- | --------------- | --------------- | --------------- |
| Amed Elna | 100 m  | 14.30       | 25a         | non qualificata | non qualificata | non qualificata | non qualificata | non qualificata | non qualificata |

### Judo
| Atleta           | Evento          | Turno preliminare     | 16-esimi             | Ottavi               | Quarti               | Semifinali           | Ripescaggio          | Med. bronzo          | Finale               |
| Atleta           | Evento          | Avversario Risultato  | Avversario Risultato | Avversario Risultato | Avversario Risultato | Avversario Risultato | Avversario Risultato | Avversario Risultato | Avversario Risultato |
| ---------------- | --------------- | --------------------- | -------------------- | -------------------- | -------------------- | -------------------- | -------------------- | -------------------- | -------------------- |
| Housni Thaoubani | −81 kg maschile | Pacek (SWE) L (00-10) | non qualificato      | non qualificato      | non qualificato      | non qualificato      | non qualificato      | non qualificato      | non qualificato      |